# Jan Långbacka
Jan Långbacka (né le 12 avril 1968 à Espoo en Finlande) est un ex-joueur finlandais de hockey sur glace. Il a été capitaine du Kiekko-Espoo entre 1992 et 1994. Il a joué sa carrière avec deux différentes équipes de la SM-liiga, soit le Jokerit Helsinki et le Kiekko-Espoo, avec qui il a également joué en Mestis.

## Biographie
Formé aux Espoon Jääklubi (EJK), Långbacka joue sa première saison dans une ligue sénior compétitif en 1988-89 avec le Kiekko-Espoo, ancêtre du Espoo Blues, il joue également une partie de cette campagne avec l'équipe des moins de vingt ans et également avec une autre formation de la Jr. A SM-sarja, le Urheilukoulu, équipe à qui il a été prêté. Dès l'année suivante, Jan joint les rangs du Jokerit Helsinki, formation de la SM-liiga où il joua deux ans avant de revenir avec l'équipe de Espoo. Après avoir joué une première saison convaincante avec cinquante points en trente-neuf matchs, il réussit également à garder une moyenne plus haute qu'un point par match pendant les séries avec six points en cinq matchs, ce qui permit à l'équipe de rejoindre les rangs de la SM-liiga lors de la campagne suivante. À sa première saison dans la première ligue finlandaise avec le Kiekko-Espoo, Jan est nommé capitaine, un poste qu'il gardera deux ans, entre 1992 et 1994. En 1995, Jan est dépouillé de son poste de capitaine par Hannu Järvenpää qui ne le restera même pas un an avant de se faire remplacer par Peter Ahola. Lors de la saison suivante, Jan ne joua que trois matchs avant de prendre sa retraite du hockey professionnel. Dans sa carrière, il a joué presque deux cent matchs dans la SM-liiga et y a marqué exactement cent points dont quarante-quatre buts.

## Statistique
| Saison          | Équipe           | Ligue           |     | Saison régulière | Saison régulière | Saison régulière | Saison régulière | Saison régulière |    | Séries éliminatoires | Séries éliminatoires | Séries éliminatoires | Séries éliminatoires | Séries éliminatoires |
| Saison          | Équipe           | Ligue           | PJ  | B                | A                | Pts              | Pun              | PJ               | B  | A                    | Pts                  | Pun                  |                      |                      |
| 1988-1989       | Kiekko-Espoo     | Mestis          | 44  | 19               | 43               | 62               | 26               | --               | -- | --                   | --                   | --                   |                      |                      |
| 1988-1989       | Kiekko-Espoo U20 | Jr. A SM-sarja  | 5   | 5                | 6                | 11               | 0                | 4                | 4  | 6                    | 10                   | 2                    |                      |                      |
| 1988-1989       | Urheilukoulu     | Jr. A SM-sarja  | 5   | 5                | 4                | 9                | 2                | --               | -- | --                   | --                   | --                   |                      |                      |
| 1989-1990       | Jokerit Helsinki | SM-liiga        | 41  | 13               | 8                | 21               | 14               | --               | -- | --                   | --                   | --                   |                      |                      |
| 1990-1991       | Jokerit Helsinki | SM-liiga        | 44  | 2                | 7                | 9                | 45               | --               | -- | --                   | --                   | --                   |                      |                      |
| 1991-1992       | Kiekko-Espoo     | Mestis          | 39  | 17               | 33               | 50               | 8                | 5                | 3  | 3                    | 6                    | 6                    |                      |                      |
| 1992-1993       | Kiekko-Espoo     | SM-liiga        | 46  | 12               | 20               | 32               | 24               | --               | -- | --                   | --                   | --                   |                      |                      |
| 1993-1994       | Kiekko-Espoo     | SM-liiga        | 15  | 8                | 6                | 14               | 4                | --               | -- | --                   | --                   | --                   |                      |                      |
| 1994-1995       | Kiekko-Espoo     | SM-liiga        | 48  | 9                | 15               | 24               | 18               | 4                | 2  | 0                    | 2                    | 4                    |                      |                      |
| 1995-1996       | Kiekko-Espoo     | SM-liiga        | 3   | 0                | 0                | 0                | 6                | --               | -- | --                   | --                   | --                   |                      |                      |
| Totaux SM-liiga | Totaux SM-liiga  | Totaux SM-liiga | 197 | 44               | 56               | 100              | 111              | 4                | 2  | 0                    | 2                    | 4                    |                      |                      |